# James Morrison (actor)
James Morrison (Bountiful; 21 de abril de 1954) es un actor de cine y televisión estadounidense. Es además instructor de teatro.
Su participación más reciente y la más destacada es su papel en la serie 24 como Bill Buchanan, Director de CTU Los Ángeles. Comenzó como actor recurrente en la cuarta temporada, desde la quinta temporada forma parte del elenco principal.
James Morrison ha tenido papeles en series como, Frasier, The X-Files, JAG, Caso Abierto (Cold Case), The West Wing, A dos metros bajo tierra y CSI: Miami.

## Televisión
- Space: Above and Beyond Creada por James Wong
- 24: Bill Buchanan (Director Local de CTU)
- NCIS: Jonathan Overmeier (Director Asistente de la CIA)
- The West Wing: Jessie Weiskopf
- Cold Case: Carson Finch
- The X-Files: Doctor Weder
- Millennium (Serie de TV): Jim Horn
- Revenge (Serie de TV): El Hombre de Cabello Blanco/Gordon Murphy

## Cine
- Shadow of Doubt
- Jarhead
- Atrápame si puedes(cameo)
- El único (película)